# Sylwia Szczerbińska
Sylwia Szczerbińska (11 de octubre de 1997) es una deportista polaca que compite en piragüismo en la modalidad de aguas tranquilas.
Ganó cuatro medallas en el Campeonato Mundial de Piragüismo entre los años 2018 y 2023, y tres medallas en el Campeonato Europeo de Piragüismo, en los años 2022 y 2024.
En los Juegos Europeos de Cracovia 2023 consiguió una medalla de plata en la prueba de C2 200 m mixto.

## Palmarés internacional
| Campeonato Mundial | Campeonato Mundial          | Campeonato Mundial | Campeonato Mundial |
| Año                | Lugar                       | Medalla            | Competición        |
| ------------------ | --------------------------- | ------------------ | ------------------ |
| 2018               | Montemor-o-Velho (Portugal) | Medalla de plata   | C2 200 m           |
| 2022               | Halifax (Canadá)            | Medalla de plata   | C4 500 m           |
| 2022               | Halifax (Canadá)            | Medalla de bronce  | C2 500 m mixto     |
| 2023               | Duisburgo (Alemania)        | Medalla de plata   | C2 500 m mixto     |
| Juegos Europeos    |                             |                    |                    |
| Año                | Lugar                       | Medalla            | Competición        |
| 2023               | Cracovia (Polonia)          | Medalla de plata   | C2 200 m mixto     |
| Campeonato Europeo |                             |                    |                    |
| Año                | Lugar                       | Medalla            | Competición        |
| 2022               | Múnich (Alemania)           | Medalla de bronce  | C2 500 m           |
| 2024               | Szeged (Hungría)            | Medalla de plata   | C2 200 m           |
| 2024               | Szeged (Hungría)            | Medalla de plata   | C2 500 m           |